# Muné Tsenpo
Muné Tsenpo (tibetanska: མུ་ནེ་བཙན་པོ་, wylie: Mu-ne btsan-po), född 762, död 799), kejsare av Tibet.